# كراك
الكراك (Crack) أو الباتش (Patch) هو برنامج صغير صمم لتفعيل أو تسجيل برنامج آخر، عادة ما يكون بحاجة إلى التفعيل عن طريق رقمه التسلسلي. أو أن يكون هذا البرنامج ساري المفعول لمدة معينة (تدعي بالمدة التجريبية/النسخة التجريبية) فبواسطة الكراك يمكنك إلغاء هذه المدة واستخدامه بصفة دائمة. استخدام الكراك في هذه الحالة يكون غير قانوني لأنه يتم التعدي على حقوق الشركة المنتجة للبرنامج وايقاعها في خسائر مالية فادحة. ورغم ذلك استخدام الكراك منتشر جدًا بين مستخدمي الكمبيوتر، خصوصًا للبرامج وأنظمة التشغيل الشهيرة التي تصنع باتشاتها عن طريق محترفين في هذا المجال فور صدور تلك البرامج. أول ظهور للكراكات كان في 1980.

## البرامج المستهدفة
الكراك أو السيريال Serial عادة ما يستهدف التطبيقات الشهيرة والمدفوعة (مرتفعة التكلفة ) كأنظمة التشغيل والألعاب عالية الأداء.